# Elezioni parlamentari in Tagikistan del 2025
Le elezioni parlamentari in Tagikistan del 2025 si sono tenute il 2 marzo per il rinnovo dell’Assemblea dei rappresentanti, la camera bassa dell’Assemblea suprema, il parlamento del paese.
Esse, svoltesi in un clima politico ed istituzionale di multipartitismo vincolato e pilotato di facciata e di generale opacità, hanno visto la riconferma, senza troppi problemi, del Partito Democratico Popolare del Tagikistan (ҲXDT), vicino all’amministrazione presidenziale, che con ben 49 seggi su 63, ha così ben potuto mantenere, abbastanza agilmente, il proprio controllo ormai permanentemente consolidato sull’assemblea.

## Sistema elettorale
Per le elezioni parlamentari dell’Assemblea dei rappresentanti, l’unica delle due camere dell’Assemblea suprema direttamente eletta dal popolo, la legge elettorale tagica prevede l’applicazione di un sistema elettorale misto parallelo. In tal senso, dei 63 membri:
- 41 seggi sono eletti tramite il sistema maggioritario a doppio turno in altrettanti collegi uninominali;
- I restanti 22 seggi sono invece eletti tramite il sistema proporzionale a lista chiusa di partito all’interno di un collegio unico nazionale, corretto da una soglia di sbarramento al 5%.

Peculiarità del sistema infine, è la necessità di un quorum minimo di partecipazione al voto per rendere la tornata valida pari almeno al 50% degli elettori, sebbene tale aspetto sia mitigato dal fatto che entrambi i voti sono espressi tramite un solo atto all’interno della medesima scheda elettorale. In tal senso, qualora non si manifesti dunque tale criterio l’elezione dovrà essere ripetuta per intero.

## Risultati
| Liste                                              | Riepilogo nazionale | Riepilogo nazionale | Riepilogo nazionale | Collegi uninominali | Totale seggi |
| Liste                                              | Voti                | %                   | Seggi               | Seggi               | Totale       |
| -------------------------------------------------- | ------------------- | ------------------- | ------------------- | ------------------- | ------------ |
| Partito Democratico Popolare del Tagikistan (ҲXDT) | 2.435.541           | 52,45               | 12                  | 37                  | 49           |
| Partito Agrario del Tagikistan (ҲAT)               | 986.887             | 21,25               | 5                   | 2                   | 7            |
| Partito della Riforma Economica (ҲИИТ)             | 595.281             | 12,82               | 3                   | 2                   | 5            |
| Partito Socialista (ҲCT)                           | 248.064             | 5,34                | 1                   | —                   | 1            |
| Partito Democratico (ҲДT)                          | 237.536             | 5,11                | 1                   | —                   | 1            |
| Partito Comunista del Tagikistan (ҲKT)             | 89.738              | 1,93                | —                   | —                   | —            |
| Totale                                             | 4.643.942           | 100                 | 22                  | 41                  | 63           |
| Voti non validi                                    | 119.920             | 2,54                |                     |                     |              |
| Votanti                                            | 4.712.967           | 85,35               |                     |                     |              |
| Elettori                                           | 5.522.038           |                     |                     |                     |              |

Nota: La sezione “voti non validi” comprende, oltre alle classiche schede bianche - nulle - rigettate, anche i voti (50.895 - 1,10%) per l’opzione “Nessuno dei precedenti” che, in Tagikistan, è possibile spuntare. Le schede nulle in senso proprio sono invece state 69.025 (1,44%).